# Chinon (Indre i Loara)

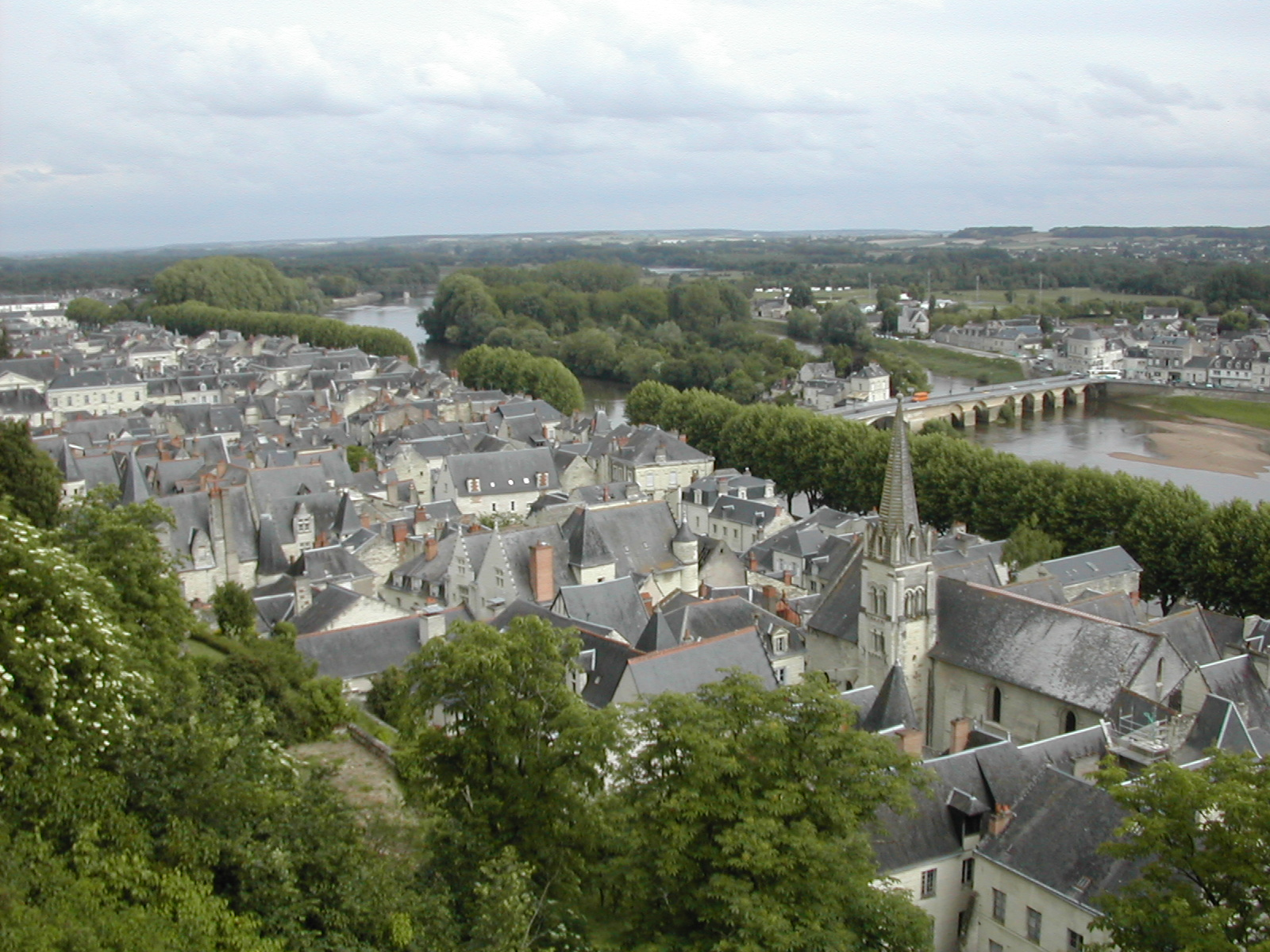
Chinon

Chinon (wym. [ʃinõ]) – miejscowość i gmina we Francji, w Regionie Centralnym, w departamencie Indre i Loara oraz krainie historyczno-geograficznej Turenia.
Według danych na rok 1990 gminę zamieszkiwało 8627 osób, a gęstość zaludnienia wynosiła 221 osób/km² (wśród 1842 gmin Centre Chinon plasuje się na 34. miejscu pod względem liczby ludności, natomiast pod względem powierzchni na miejscu 185.).
Chinon położone jest nad rzeką Vienne (dopływ Loary), w jej dolinie. Zamek w Chinon został zbudowany w roku 954 na miejscu rzymskiego castrum jako ufortyfikowana twierdza Theobalda I, księcia Blois. W XII wieku Chinon, w Andegawenii było główną rezydencją Henryka II. Rozbudował on zamek, do imponujących rozmiarów. Król Henryk II, jego żona Eleonora Akwitańska i ich syn król Ryszard Lwie Serce zostali pochowani w pobliskim opactwie Fontevraud. Zamek był również siedzibą Karola VII – francuskiego następcy tronu na początku XV wieku. Tutaj legendarna Joanna d’Arc 8 marca 1429 zachęcała go, by utworzyć armię dla wyzwolenia Francji spod okupacji Anglików. Obecnie Zamek w Chinon jest znaną atrakcją turystyczną.
Chinon jest też rodzinnym miastem francuskiego pisarza François Rabelais (ok. 1493-1553).
Koło miasta pracuje czteroreaktorowa elektrownia jądrowa o tej samej nazwie.